# المدرسة العليا لعلوم وتقنيات الهندسة
المدرسة العليا لعلوم وتقنيات الهندسة هي مؤسسة خاصة للتعليم العالي تأسست عام 2013 من قبل مجموعة من أساتذة الجامعات لتدريب الطلاب في مجالات الهندسة والتكنولوجيات الجديدة في المغرب.

## تاريخي
مدرسة العلوم والتكنولوجيا العليا للهندسة - ESSTI هي مدرسة هندسية خاصة تقع في رباط أكدال في المغرب. تأسست في عام 2013 وتقدم برامج تدريبية في هندسة الحاسوب، والإلكترونيات، والهندسة الصناعية، مع فرص للتخصص في مجالات مثل الذكاء الاصطناعي، وشبكات الحاسوب وأمن المعلومات، والروبوتيات، والطاقة المتجددة، واللوجستيات والإنتاج الصناعي. تعتمد البرامج من قبل وزارة التعليم العالي والبحث العلمي وتكوين الكفاءات في المغرب. في إطار التبادل مع المدارس الشريكة الفرنسية، تعترف جميع الشهادات الممنوحة من قبل هذه الشركاء من قبل لجنة عناوين المهندسين (CTI).

## تمرين
يتضمن التدريب داخل مدرسة Essti للهندسة العديد من البرامج الهندسية.

### دورة الهندسة
دورة الهندسة في المدرسة العليا للعلوم والتكنولوجيا في لانجينيري هي دورة تدريبية هندسية مدتها 5 سنوات، وهي مصممة لإعداد الطلاب لشغل وظائف في مجالات الهندسة والتكنولوجيا.
تمتد هذه الدورة من ESSTI على مدى خمس سنوات من الدراسة بعد البكالوريا. بعد عامين من الفصول التحضيرية، يستمر التدريب في أحد التدفقات التالية 2 :
- هندسة الكمبيوتر، البيانات الضخمة ( GI، BD )
- هندسة النظم الآلية ( ISA )
- هندسة النظم الصناعية ( ISI )
- الهندسة المدنية ( GC )

### برنامج التنقل الدولي للطلاب ESSTI (ESIM)
برنامج التنقل الدولي لطلاب ESSTI (ESIM) هو برنامج للتنقل الطلابي المقدم من قبل ESSTI لطلاب هذه المدرسة. يتيح هذا البرنامج لطلاب ESSTI الذهاب للدراسة في جامعة شريكة في الخارج لمدة سنتين، مع الاستمرار في الاستفادة من فوائد وخدمات مدرستهم الأصلية.
يمكن للطلاب الاختيار من بين مجموعة مختارة من الجامعات الشريكة، اعتمادًا على مجال دراستهم واهتماماتهم الشخصية.

### التراخيص المهنية مع الدبلومة الفرنسية
الرخصة المهنية CNAM هي دورة مدتها عام واحد (فصلين دراسيين)، وفي نهايتها يحصل الطلاب على دبلوم معترف به من قبل الدولة الفرنسية.
هندسة الأشغال العامة
بالتعاون مع CNAM، تقدم ESSTI École d'Ingénieurs مسارًا للحصول على شهادة CNAM في سنة واحدة مع حصول الطالب على شهادة فرنسية في هندسة الأشغال العامة الممنوحة في المغرب ومعترف بها في الفضاء الأوروبي.
تكنولوجيا المعلومات (الويب والجوال وذكاء الأعمال)
بالتعاون مع CNAM، تقدم ESSTI School of Engineering رخصة الويب والجوال وذكاء الأعمال.

### دورة الماجستير
بالشراكة مع جامعة Gustave Eiffel، تقدم ESSTI School of Engineers درجة الماجستير الدولية في الهندسة المدنية، حيث يبدأ الطلاب دراستهم في فرنسا على التقييم المستمر بعد M1 في ESSTI في المغرب.

## بحث
في عام 2018، تضافرت جهود Dassault Systèmes و ESSTI في الرباط لإنشاء مختبر التعلم ، وهو الأول من نوعه في شمال إفريقيا  والثاني في إفريقيا بعد جنوب إفريقيا. الهدف هو إجراء البحوث التربوية بالتعاون مع الشركات ومؤسسات التعليم العالي في العديد من البلدان، تغطي مستويات مختلفة من التعلم والتخصصات,.
في عام 2019، أطلقت IRESEN نداء المشروع الأخضر "Green Inno-project"، حيث تم تقديم مشروع البحث "تطوير أجزاء فاصلة ذكية حرارية وصوتية باستخدام مواد بيئية محلية باستخدام نهج BLM المتكامل". يهدف هذا المشروع إلى تصميم فواصل بيئية ومتفوقة من حيث الأداء الحراري والصوتي باستخدام مواد محلية تحترم البيئة. من خلال نهج BLM المتكامل، المستوحى من الطبيعة، والذي يقيِّم التأثير البيئي على مدار الحياة ويستند إلى معايير متعددة، سيساهم هذا المشروع في تعزيز التنمية المستدامة في قطاع البناء وتعزيز القدرات البحثية والابتكارية على الصعيد الوطني.
في عام 2022، أجريت دراسة تجريبية على مواد مركبة تعتمد على النفايات البيئية. كان الهدف هو استكشاف إمكانيات استخدام هذه النفايات في تصنيع مواد البناء المستدامة.

## الشراكات
أبرمت كلية الدراسات العليا للعلوم والتكنولوجيا الهندسية عدة اتفاقيات واتفاقيات شراكة مع شركاء صناعيين وأكاديميين.

### شركاء أكاديميون
- جامعة جوستاف إيفل
- Ecam رين
- ECAM-EPMI [8]
- 3iL المهندسين
- مدرسة CESI للهندسة

### الشركاء الصناعيين
- أنظمة داسو
- كهرباء شنايدر
- IRESEN - معهد أبحاث الطاقة الشمسية والطاقات الجديدة

## الأحداث
في أبريل 2017، نظمت كلية الدراسات العليا للعلوم والتكنولوجيا الهندسية النسخة الأولى من أمسية المهن والتوجيه.
في أكتوبر 2019، شارك ممثلو ESSTI في النسخة الثانية عشرة من منتدى MEDays الدولي في طنجة، حيث تضمنت الموضوعات التي تمت مناقشتها التحديات التي تؤثر على التجارة الدولية والنمو العالمي، وتعقيدات الحوار السياسي بين المناطق الشمالية والجنوبية، وكذلك حركات المجتمع المدني في دول الشمال والجنوب.
في تشرين الثاني (نوفمبر) 2022، قدم طلاب المدرسة العليا للعلوم والتقنيات في اللغة الإنجليزية كارافان دي رانج دي هونور في تاونات خبرتهم في مجال الهندسة من خلال ورش العمل. مقدمة في الروبوتات والتصميم والطباعة ثلاثية الأبعاد للمنتجات.
في مارس 2023، فاز فريق الروبوتات التابع لـ ESSTI بلقب نائب بطل المغرب في مسابقة VEX Robotics في INPT الرباط.

## الحياة الطلابية
تعد الحياة النقابية واللامنهجية جزءًا لا يتجزأ من التدريب في ESSTI.
BDE ESSTI هي مجموعة يتم انتخاب أعضائها من بين الطلاب كل عام، وتهدف إلى تنشيط الحياة الطلابية داخل المدرسة من خلال خلق بيئة مواتية لتنمية الطلاب من خلال مجموعة متنوعة من الأحداث وضمان التنسيق بين أندية المدرسة:
- نادي الابتكار والبحث
- نادي السيارات
- النادي الرياضي
- نادي الفنون
- نادي القفز بالمظلات